# Miguel de Unamuno

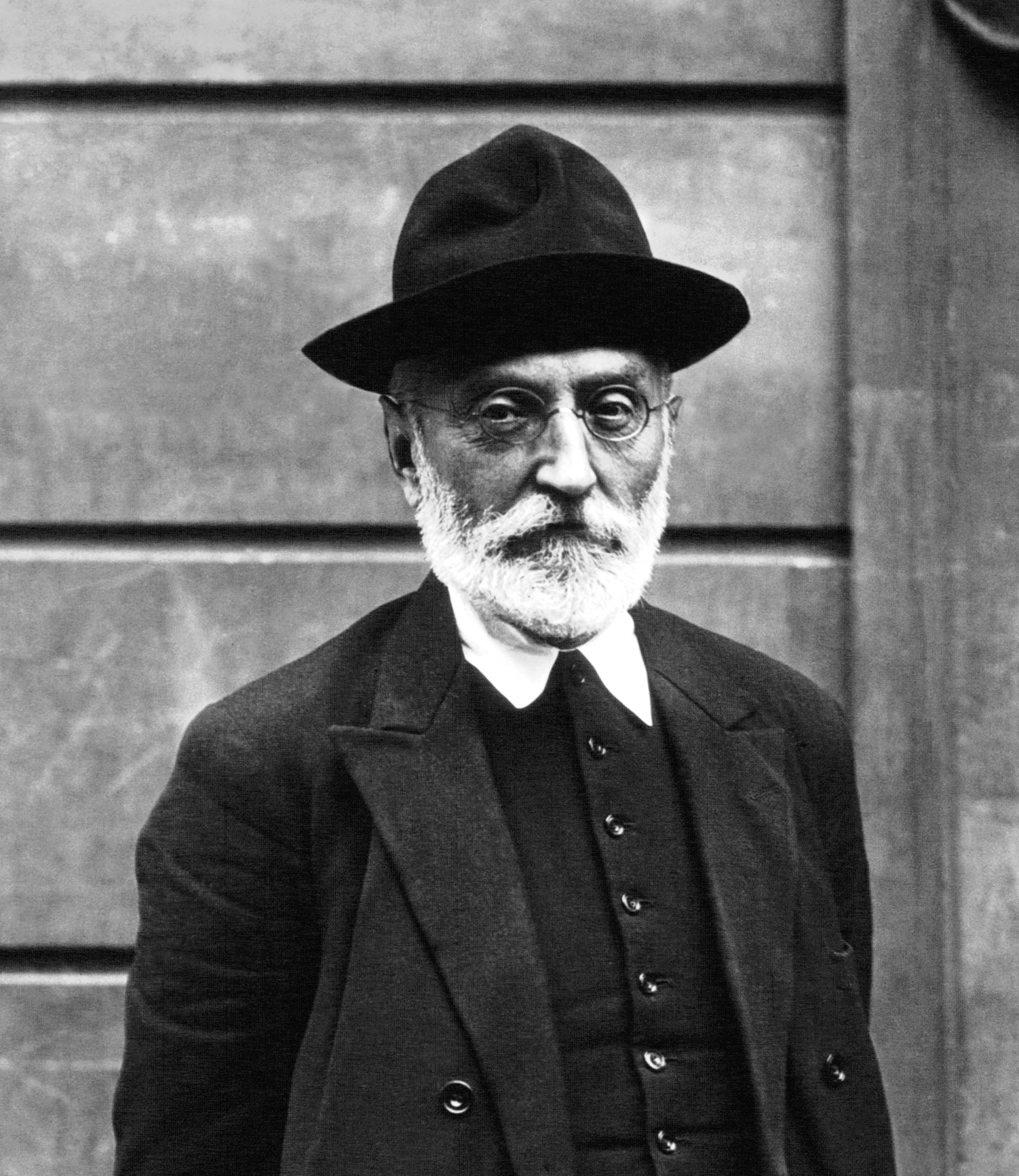
Miguel de Unamuno, 1925.

Miguel de Unamuno y Jugo (Bilbao, 29 september 1864 – Salamanca, 31 december 1936) was een veelzijdig Spaans (Baskisch) schrijver, dichter, toneelschrijver, filosoof, polemist en essayist. Hij behoorde tot de Generatie van '98.

## Leven
Unamuno werd geboren in het centrum van Bilbao en interesseerde zich als jongeman bijzonder voor de Baskische taal. Hij studeerde letteren en filosofie en promoveerde in 1884 op het proefschrift ‘Oorsprong en prehistorie der Basken’. Tot 1891 werkte hij als leraar in Bilbao, daarna werd hij hoogleraar te Salamanca. In 1924 werd hij als rector vanwege pro-geallieerde sympathieën afgezet en door dictator Primo de Rivera verbannen naar de Canarische Eilanden, vanwaar hij uitweek naar Parijs. Na het aftreden van Primo de Rivera in 1930 volgde zijn terugkeer en werd hij weer hersteld in zijn functies.
Unamuno was een man die geen blad voor de mond nam, ook niet in tijden dat niemand zijn mond open durfde doen. Bij het uitbreken van de Spaanse Burgeroorlog in 1936 sprak Unanumo felle protesten uit tegen de Madrileense regering vanwege het sanctioneren van chaos en anarchie, waarna hij opnieuw voor een periode uit zijn functies werd ontheven. Een soortgelijke maatregel nam Franco toen Unamuno in een beroemd geworden rede op 12 oktober 1936 protesteerde tegen de losgebroken cultus van geweld en dood belichaamd in de fanatieke generaal Millán Astray. Beroemd werd zijn uitspraak ‘Overwinnen is nog niet overtuigen’.
Unamuno stierf op oudejaarsdag 1936 terwijl hij in huisarrest zat.

## Werk
Unamuno was geen systematisch denker, was wars van systemen maar bepleitte vooral om kracht te zoeken in een "geloof in het geloof zelf".
Zijn werk, met name de romans, kunnen gezien worden als een soort van autobiografie. Unamuno voert gesprekken met zijn romanfiguren, laat ze regelmatig in later werk opnieuw optreden en zelfs hun beklag doen over het lot dat hij voor hen schiep. Existentiële verscheurdheid ligt ten grondslag aan de romans, met name die welke hij schreef vóór 1930. Het meest tragisch wordt die innerlijke existentiële leegte van de mens geanalyseerd in Niebla (1914), waarin de hoofdpersoon Augusto Pérez de liefde bedrijft om daarmee tot werkelijk bestaan te komen. Centraal in Unanmuno’s werk staat verder de bestaansnijd, welke hij zag als een van de meest fundamentele en oncontroleerbare instincten. Abel Sánchez (1917) is hiervan het bekendste voorbeeld: in een gepassioneerde Kaïn en Abel-geschiedenis, vol korte hoofdstukken met veel dialoog brandt hij door de levens van de hoofdpersonen, van hun jeugd tot hun dood.
Het latere werk van Unamuno is wat positiever van toon en refereert veelvuldig aan de manifestatie van het eeuwige in het bewustzijn. Deze ontwikkeling kent een hoogtepunt in de roman San Manuel Bueno, mártir (1933), waarin een dorpspastoor ondanks vertwijfeling volhardt in zijn roeping.
De poëzie van Unamuno kenmerkt zich door een sterke spiritualiteit. Zijn toneelwerk behandelt net als zijn romans de hartstochten van de mens die van zijn bestaansgrond is losgesneden en het bezit van zichzelf vergeefs terugzoekt in het ‘bezitten’ van de ander.
Diverse van Unamuno’s werken werden ook in het Nederlands vertaald. Bij Menken Kasander & Wigman verschenen in 2010 en 2011 zijn romans Liefde en pedagogiek, Nevel, Abel Sánchez en Tante Tula in een vertaling van Bart Peperkamp. Vertalingen van Robert Lemm zijn De ziel van Spanje (2014) en Het tragisch levensgevoel (2015).

## Bibliografie

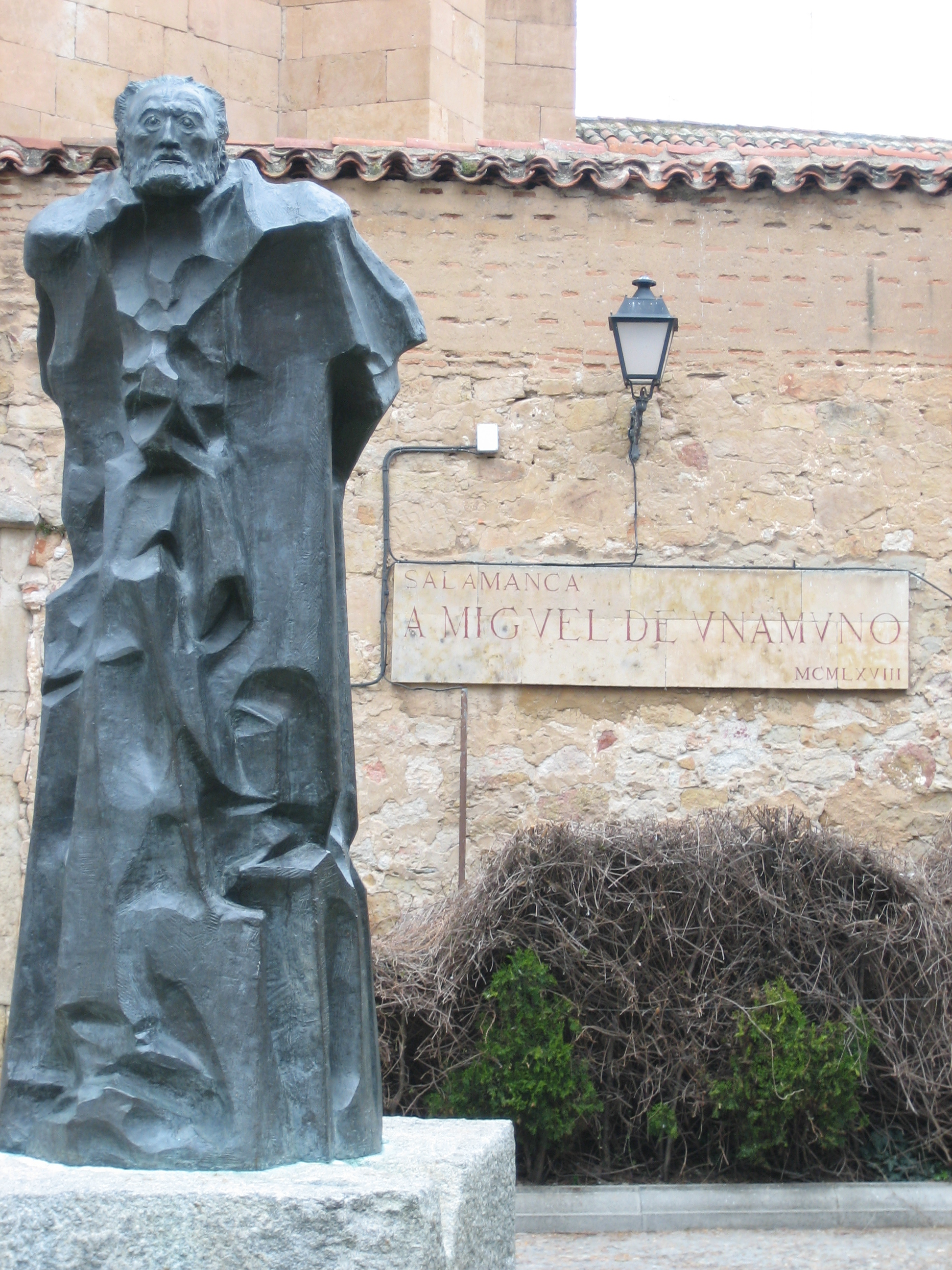
standbeeld Unamuno in Salamanca, door Pablo Serrano Aguilar, 1968.

### Essays
- En torno al casticismo 1895
- Tres Ensayos 1900: „Adentro“, „La ideocracia“, „La Fe“
- Vida de Don Quijote y Sancho 1905
- Mi Religión y otros ensayos breves 1910
- Soliloquios y conversaciones 1911
- El porvenir de España 1912
- Contra esto y aquello 1912
- Del sentimiento trágico de la vida en los hombres y en los pueblos (1913, Nederlands Het Tragisch Levensgevoel in de mensen en de volkeren)
- La agonía del cristianismo 1925
- Cómo se hace una novela 1926

### Romans
- Paz en la guerra 1897
- Amor y pedagogía (1902, Nederlands Liefde en pedagogiek)
- Niebla (1914, Nederlands Nevel)
- Abel Sánchez: una historia de pasión (1917, Nederlands Abel Sánchez)
- La tía Tula (1921, Nederlands Tante Tula)

### Verhalen en novellen
- Una historia de amor 1911
- El espejo de la muerte 1913
- Tres novelas ejemplares y un prólogo 1920
- Tulio Montalbán y Julio Macedo (1920)
- La novela de don Sandalio, jugador de ajedrez (1930)
- Un pobre hombre rico o el sentimiento cómico de la vida (1930)
- San Manuel Bueno, mártir (1933)

### Reisbeschrijvingen
- De mi país 1903
- Por tierras de Portugal y de España 1911
- Andanzas y visiones españolas 1922

### Gedichten
- Poesías 1902
- Rosario de Sonetos Líricos 1911
- El Cristo de Velázquez (1920)
- Rimas de dentro 1923
- Teresa 1924
- De Fuerteventura a París 1925
- Romancero del destierro 1928
- Cancionero 1928 - 1936.

### Toneel
- La Esfinge (1898)
- La Venda (1899)
- La princesa doña Lambra (1909)
- La difunta. Sainete (1909)
- El pasado que vuelve (1910)
- Fedra. Tragedia desnuda (1910)
- Soledad. Otro drama nuevo (1921)
- Raquel encadenada (1921)
- Sombras de sueño (1926),
- El otro. Misterio en tres jornadas y un epílogo (1926)
- El hermano Juan 1934

## In film
De Spaanse film Mientras dure la guerra ("Zolang de oorlog duurt") uit 2019 is gebaseerd op het leven van Miguel de Unamuno tijdens de eerste maanden van de Spaanse Burgeroorlog (18 juli - 12 oktober 1936). Alejandro Amenábar regisseerde de film. Acteur Karra Elejalde speelde de rol van Miguel de Unamuno.